# أنتونيو بيكولو
أنتونيو بيكولو (بالإيطالية: Antonio Piccolo)‏ (7 أبريل 1988 بنابولي في إيطاليا - ) هو لاعب كرة قدم إيطالي في مركز الهجوم. شارك مع منتخب إيطاليا تحت 15 سنة لكرة القدم ومنتخب إيطاليا تحت 16 سنة لكرة القدم ومنتخب إيطاليا تحت 17 سنة لكرة القدم ومنتخب إيطاليا تحت 19 سنة لكرة القدم. أما مع النوادي، فقد لعب مع نادي بياتشينزا ونادي سبيزيا ونادي فوجيا ونادي ليفورنو ولانشانو كالتشيو 1920 ‏.

## روابط خارجية
- أنتونيو بيكولو على موقع قاعدة بيانات كرة القدم.إي يو (الإنجليزية)
- أنتونيو بيكولو على موقع Soccerway.com (الإنجليزية)
- أنتونيو بيكولو على موقع عالم كرة القدم.نت (الإنجليزية)